# Charles Thévenin

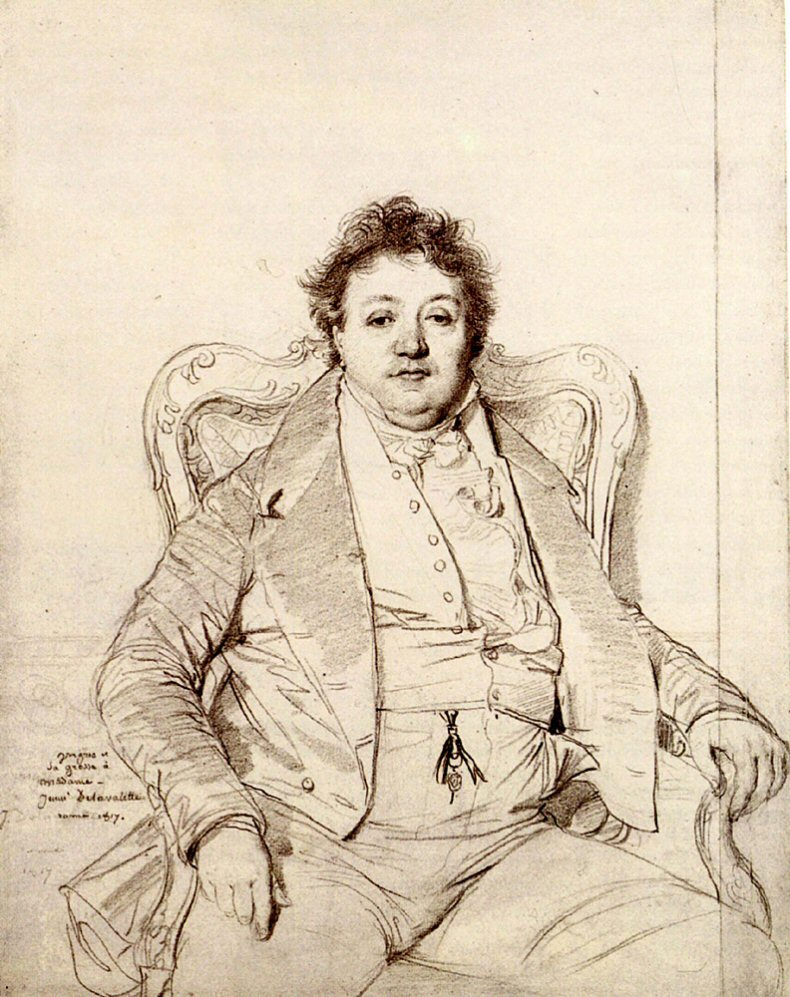
Jean-Auguste-Dominique Ingres: Porträt von Charles Thévenin, Kohlezeichnung, 1817

Charles Thévenin (* 12. Juli 1764 in Paris; † 28. Februar 1838 ebenda) war ein französischer Maler des Klassizismus.

## Leben
Charles Thévenin, Sohn des Architekten Jean Charles Thévenin, studierte Malerei an der Académie royale de peinture et de sculpture unter dem bekannten Maler François-André Vincent. Thévenin reiste nach Italien, wo er 1791 in Rom den Prix de Rome gewann und an der Villa Medici studierte. Wieder zurück in Frankreich lehrte er an der Académie de France. Im Jahre 1824 wurde er zum Mitglied der Académie des Beaux-Arts gewählt. 

## Auszeichnungen (Auswahl)
- 1789 Prix de Rome (Joseph und seine Brüder; 2. Platz)
- 1791 Prix de Rome (Regulus, 1. Platz)

## Werke (Auswahl)

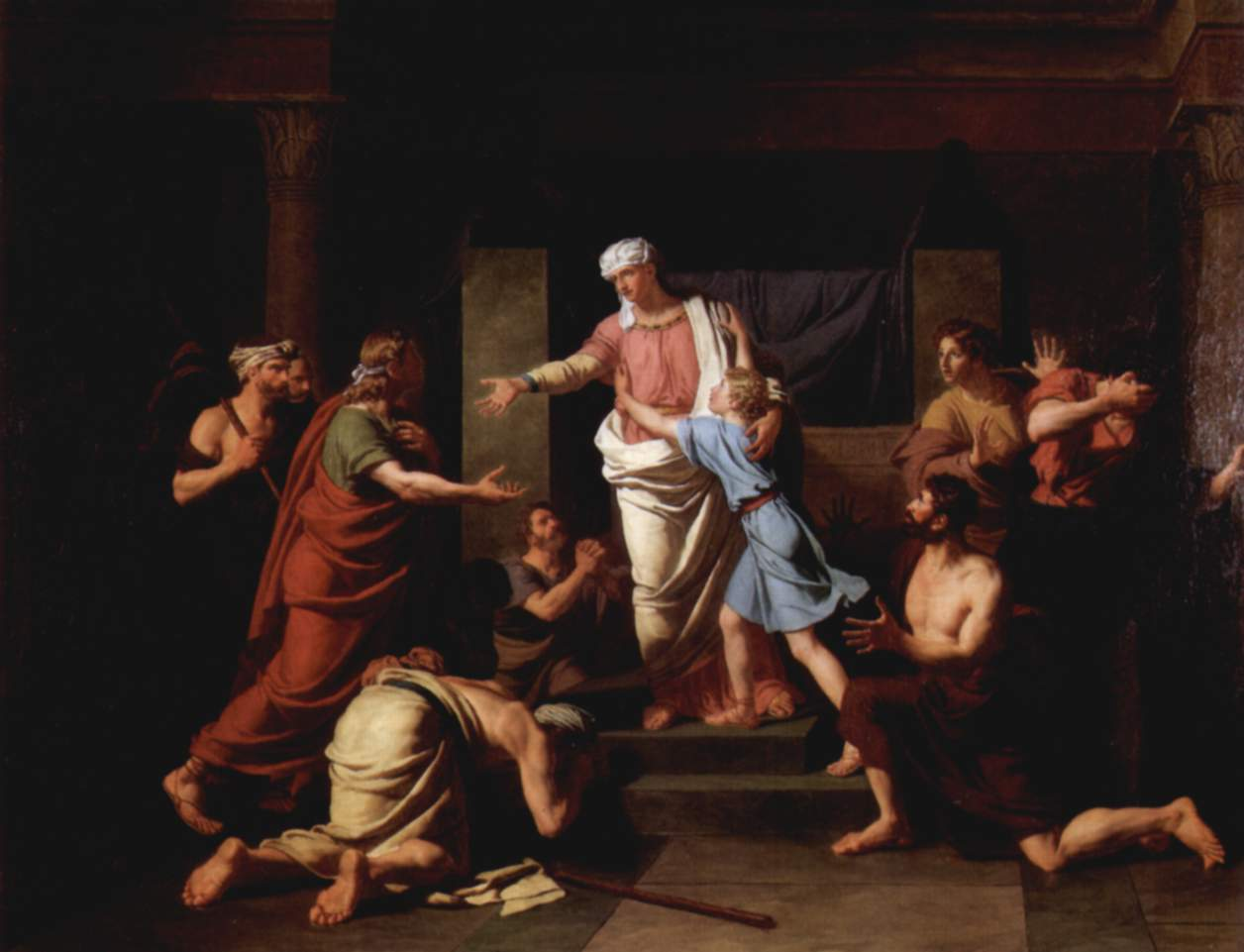
Joseph und seine Brüder, Öl auf Leinwand, 1789
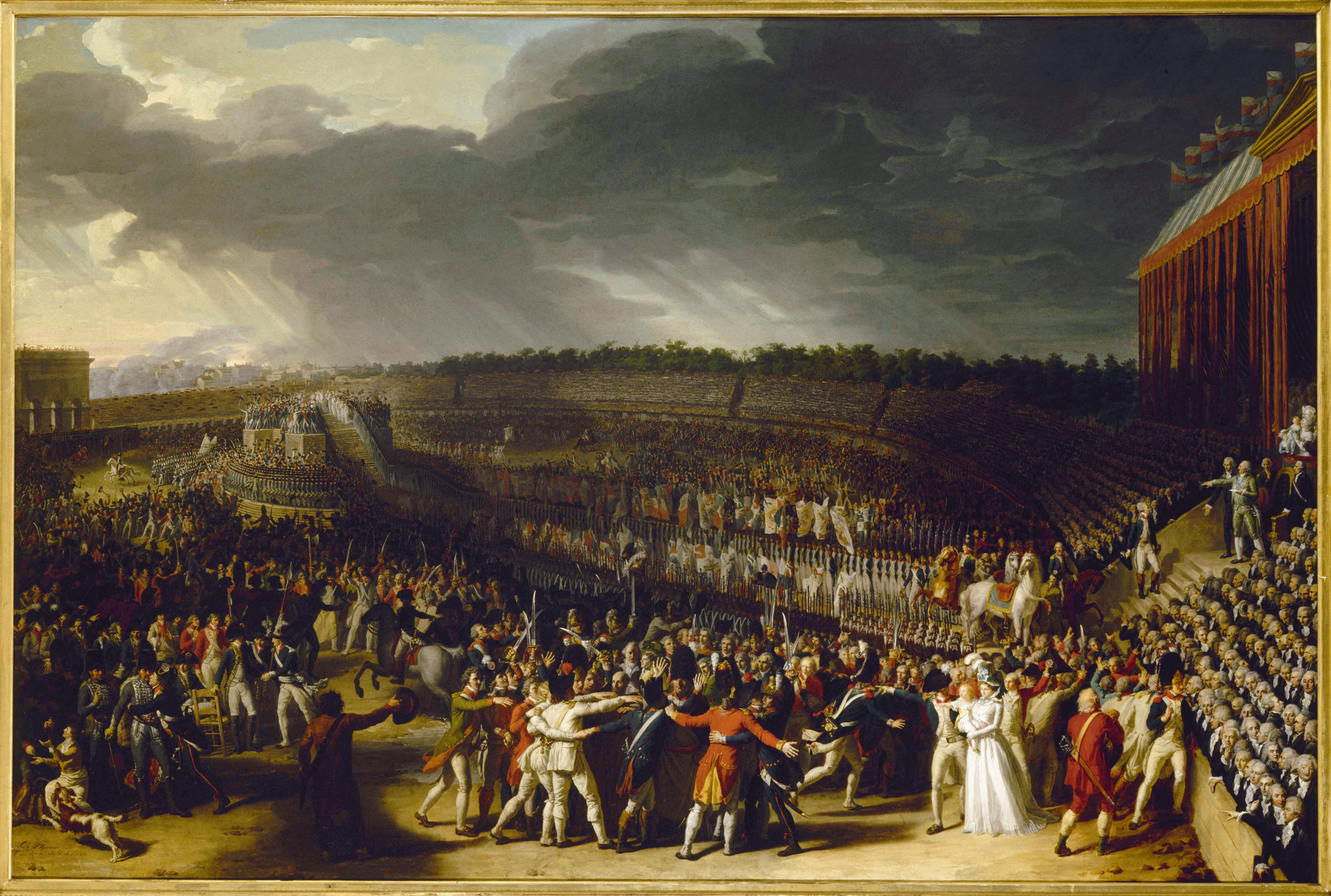
La Fête de la Fédération, Öl auf Leinwand, 1790
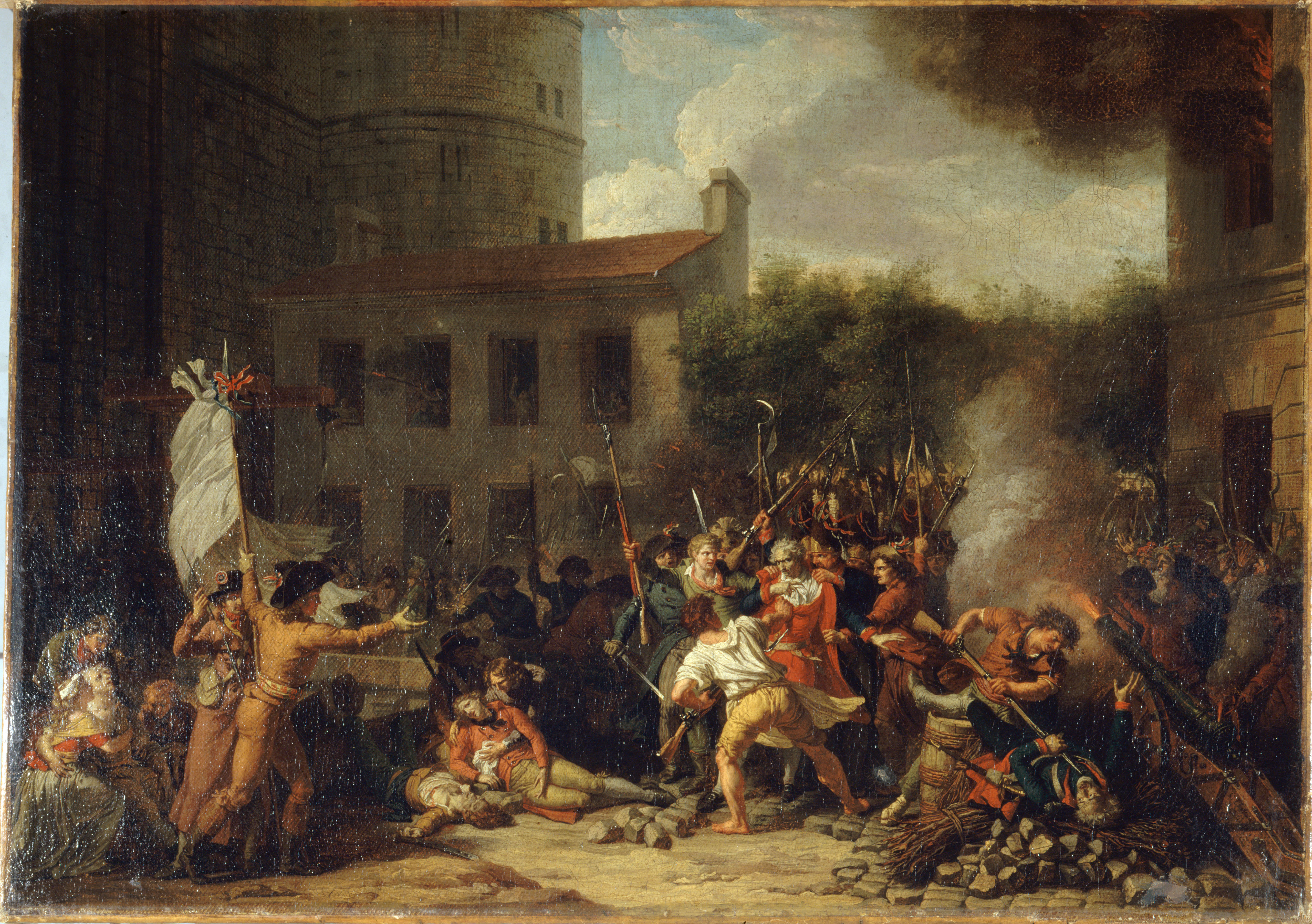
La prise de la Bastille, Öl auf Leinwand, 1793
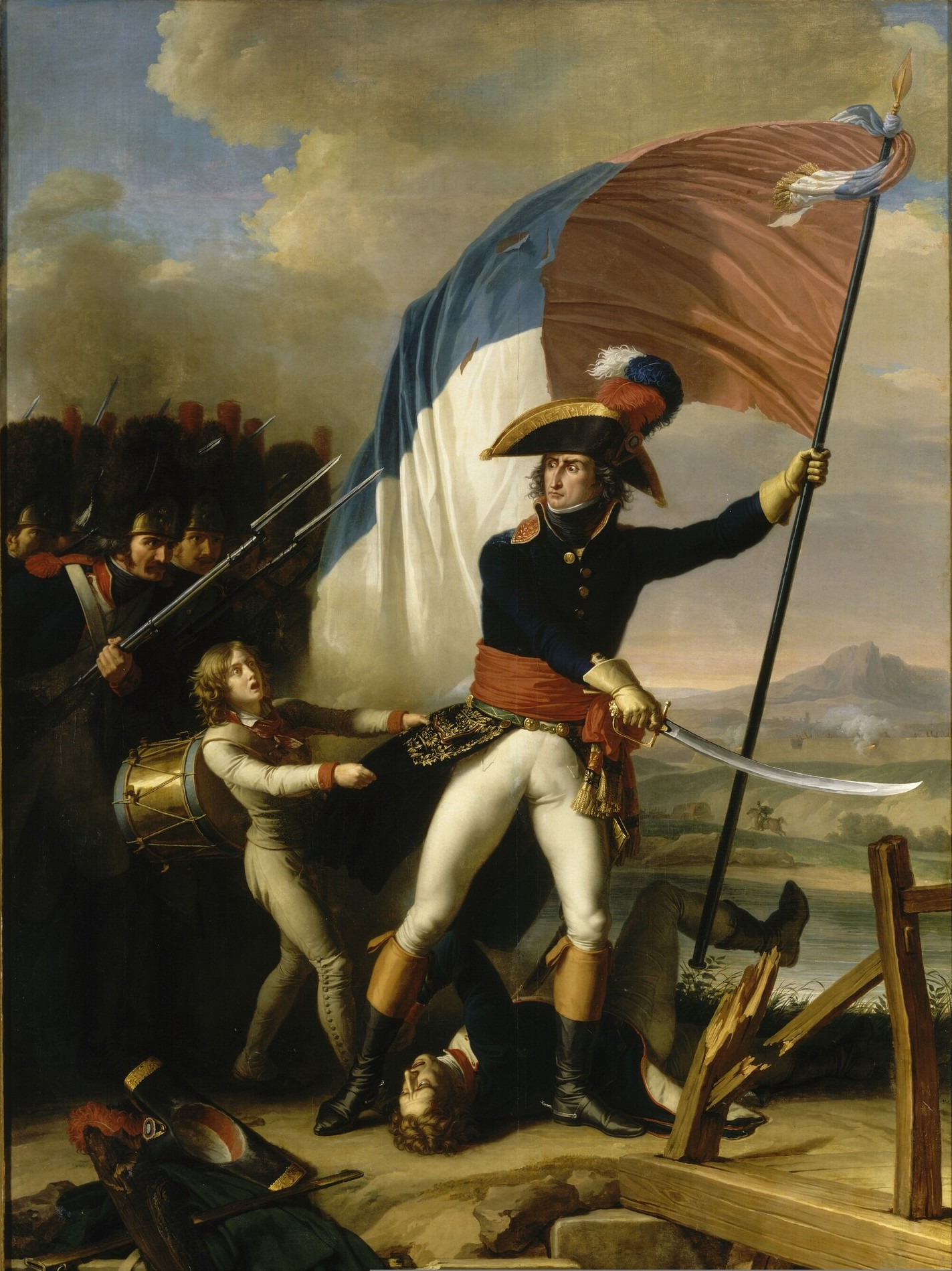
Charles Pierre François Augereau, Öl auf Leinwand, 1798